# Ewald Wollny

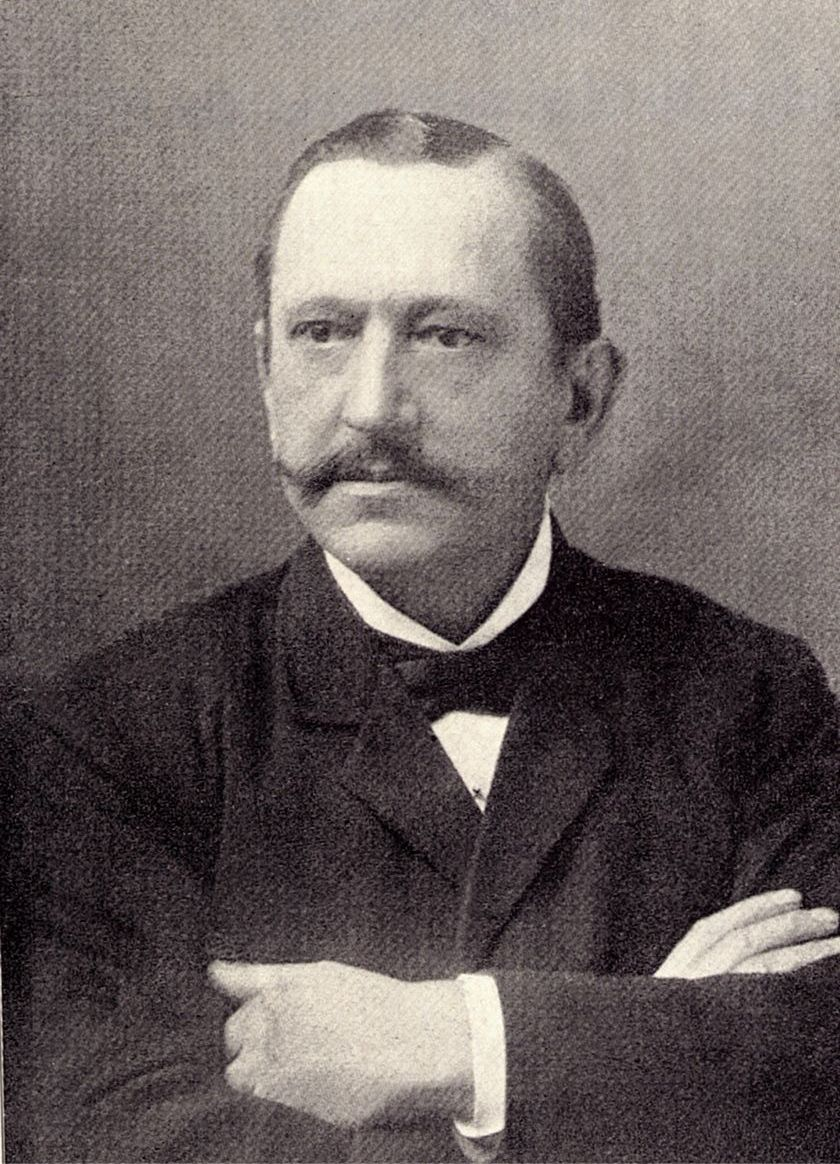
Ewald Wollny.

Martin Ewald Wollny, född 20 mars 1846 i Berlin, död 8 januari 1901 i München, var en tysk agronom.
Wollny förvaltade 1868-69 godset Gross-Wanzleben vid Halle an der Saale, blev 1870 filosofie doktor i Leipzig, 1871 lärare vid lantbruksakademien i Proskau, 1872 extra ordinarie professor i lantbruk vid tekniska högskolan i München och 1880 ordinarie professor där. 
Genom en mängd undersökningar över jordens fysikaliska egenskaper, publicerade i den av honom utgivna tidskriften "Forschungen auf dem Gebiete der Agrikulturphysik" (20 band, 1878-98), bidrog Wollny kraftigt till utvecklingen av agrikulturfysiken. 
Han författade dessutom Saat und Pflege der Landwirtschaftlichen Kulturpflanzen (1885), Kultur der Getreidearten (1887; andra upplagan 1891) och Die Zersetzungen der organischen Substanzen und Humusbildung (1897; utgiven i fransk översättning av Edmond Henry, 1902).